# Cyprinodon julimes
El cachorrito de Julimes (Cyprinodon julimes) es una especie de peces de la familia de los ciprinodóntidos (sardinillas y escamudos,). Se destaca como el pez que habita las aguas más cálidas de todo el planeta. Mide unos 4 cm. Es endémico de un área muy restringida ubicada en la zona termal "El Pandeño", en Julimes, Chihuahua, México. No tiene depredadores naturales. En la fuente termal, la vegetación acuática incluye una especie de espadaña; asimismo, predominan cianobacterias. La fauna asociada incluye también especies endémicas como un pez pecílido, un gasterópodo y un isópodo que se encuentra incluido en la Lista Roja de la UICN. En México, la NOM-059-SEMARNAT-2010 considera a la especie en Peligro de Extinción; la IUCN 2019-1 como una especie en peligro crítico.

## Características
Este pequeño pez vive entre 2 y 3 años. En su edad adulta mide un promedio de 40 milímetros. Su "primo" más cercano es el cachorrito del Conchos.

## Distribución y hábitat
El cachorrito de Julimes habita en la zona termal de "El Pandeño", municipio de Julimes, estado de Chihuahua, México. El sistema se ubica dentro de la cuenca central del río Conchos y consta de una fuente termal y una serie de canales divergentes. C. julimes se restringe a un área de aproximadamente 287,62 m², que es parte del sistema original, y un canal artificial ciego de 437,19 m² con una profundidad de 40 a 80 cm y temperaturas de agua constantes de 38 grados Celsius (100,4 °F) a 46 grados Celsius (114,8 °F).
En la fuente termal, la vegetación acuática incluye una especie de espadaña, Typha latifolia. Hay un predominio de cianobacterias, con mosaicos de diferentes colores, texturas y tipos de crecimiento. Los colores varían entre el verdiazul claro y el rojizo amarronado. La fauna asociada incluye una combinación de especies endémicas de los siguientes taxones: un pez pecílido todavía no descrito (Gambusia sp.) habita las secciones más frías del sistema acuático; un gasterópodo cocliópido recientemente descrito (Tryonia julimensis Hershler, Liu and Landye, 2011); y un isópodo de la familia de los Sphaeromatidae (Thermosphaeroma macrura Bowman, 1985) que se encuentra incluido en la Lista Roja de la UICN.

## Depredadores naturales
El cachorrito de Julimes no tiene depredadores naturales,  Este pez usa estos manantiales como hábitat y a la vez como protección, ya que nadie se atreve a cazar a este pez, viviendo en aguas de 36 a 48 grados Celsius o hasta 114 grados Fahrenheit.